# Ho (Volk)
Die Ho sind ein indigenes Volk in Indien mit rund 1 Million Angehörigen (Stand 2011), vor allem in den Bundesstaaten Bihar, Jharkhand, Odisha und Westbengalen. Sie erreichen mit einem Anteil von 0,99 % Platz 17 aller indischen Stammesgemeinschaften, die sich selbst oft als Adivasi verstehen („ursprüngliche Einwohner, erste Siedler“).
Die Sprache der Ho ist das Ho aus der Familie der Munda-Sprachen, die zu den austroasiatischen Sprachen gehören. Zugleich sprechen sie die Sprache des jeweiligen Bundesstaates, in dem sie leben. 2011 wurden 1.421.418 Ho-Sprecher in Indien gezählt. Also deutlich mehr als Ho als Volkszugehörigkeit angeben. Das Joshua Project listet für Bangladesch 67.000 Sprecher in der Region Sylhet auf.
Die Namensherkunft ist einfach: in der Ho-Sprache bedeutet der Begriff HO einfach Mensch.

## Geschichte und Herkunft
Die Ho zählen zu den indigenen Stämmen Indiens, welche bereits vor den Indoariern im nördlichen und östlichen Indien lebten. Sie sprechen eine Austroasiatische Sprache, welche vor allem in Ost- und Südostasien gesprochen werden (Siehe Vietnamesisch oder Khmer). Laut linguistischen und genetischen Studien wanderten die Vorfahren der Ho vom südlichen China und Südostasien nach Indien und vermischten sich mit der lokalen Bevölkerung.
Laut einige Historikern waren Austroasiatische Völker, welche in Indien allgemein als Munda zusammengefasst werden, weiterverbreitet als heute. So vermuten einige, dass Teile der Gangesebene vor der Migration der Indoarier hauptsächlich von Munda bevölkert wurde. Jedoch stellten Dravidische Völker auch damals die Mehrheit. Noch heute können einige kulturelle Aspekte des nördlichen Indiens auf Ost- und Südostasiatische Ursprünge zurückgeführt werden.
Im späten 18. Jahrhundert wurden die Ho wie die anderen Munda von den Indern und Engländern (British Raj) zu Feldarbeit mit geringem bis keinem Lohn gezwungen. Daraus resultierten Aufstände der Munda geführt von Birsa Munda gegen die staatlichen Behörden. Noch heute wird er unter dem Namen Birsa Bhagawan von vielen Munda verehrt.

## Verbreitung
In mehreren indischen Bundesstaaten sind die Ho als Scheduled Tribe anerkannt (ST: „registrierte Stammesgemeinschaft“), dem nach der Verfassung Indiens staatliche Schutz- und Fördermaßnahmen zustehen.
Die stärkste Verbreitung ist im Bundesstaat Jharkhand, wo sie (2011) mit 928.829 Menschen 2,81 % der Bevölkerung stellen. An zweiter Stelle folgt Odisha, wo 80.608 Ho gezählt wurden. Auch im Bundesstaat Westbengalen gibt es mit 23.483 Ho eine beträchtliche Anzahl Angehöriger dieses Volks.

## Kultur
Früher lebten die Ho in den ausgedehnten Wäldern des heutigen Jharkhand. Sie ernährten sich von dem, was der Wald hervorbrachte und von den Tieren im Wald, die sie jagten. Heute bauen sie teilweise Reis an zur Ernährung.

## Religion
Es gibt beträchtliche religiöse Unterschiede bei den Ho in den verschiedenen Bundesstaaten. Denn in Jharkhand sind 869.362 oder 93,82 % Anhänger ihrer traditionellen Religion (Sarnaismus). Es gibt kleine Minderheiten von Hindus (35.926 Personen) und Christen (19.891 Personen). In Odisha dagegen sind 57.657 oder 71,53 % der Volksgruppe Hindus. Die Anhänger der Traditionellen Religion (19.989 Personen oder 24,80 %) sind eine bedeutende Minderheit. Daneben gibt es noch 2545 christliche Ho in Odisha. In Westbengalen sind die Ho fast gänzlich zum Hinduismus übergetreten. Denn 22.547 Personen oder 96,01 % sind Hindus. Die Anhängerschaft der Traditionellen Religionen und der Christen ist jeweils nur wenige hundert Personen stark.